# Како сам победио лепак и бронзу
Како сам победио лепак и бронзу (енг. How I Beat Glue and Bronze) је кратки филм, првенац режисера и сценаристе Владимира Вулевића. Филм је имао премијеру и прво значајно приказивање у такмичарском програму Међународног филмског фестивала у Локарну, у Швајцарској који се одржавао у августу 2020. године.

## Радња
Остварење прати живот фабричког радника из запуштеног провинцијског места, Михајла, о којем сведоче људи из његовог најближег окружења, старији комшија Етхем, којем Михајло свако јутро доноси новине, сестра коју Михајло годинама материјално помаже, кафеџија у чијој кафани Михајло и његове колеге радници проводе поподнева и вечери.